# USAC National Championship 1959
USAC National Championship 1959 var ett race som kördes tretton omgångar. Rodger Ward vann både titeln och säsongens Indianapolis 500.

## Delsegrare
| Datum        | Bana             | Vinnare           |
| ------------ | ---------------- | ----------------- |
| 4 april      | Daytona          | Jim Rathmann      |
| 19 april     | Trenton          | Tony Bettenhausen |
| 30 maj       | Indianapolis 500 | Rodger Ward       |
| 7 juni       | Milwaukee        | Johnny Thomson    |
| 14 juni      | Langhorne        | Van Johnson       |
| 22 augusti   | Springfield      | Len Sutton        |
| 30 augusti   | Milwaukee        | Rodger Ward       |
| 7 september  | DuQuoin          | Rodger Ward       |
| 12 september | Syracuse         | Eddie Sachs       |
| 19 september | Indiana          | Rodger Ward       |
| 27 september | Trenton          | Eddie Sachs       |
| 18 oktober   | Arizona          | Tony Bettenhausen |
| 25 oktober   | Sacramento       | Jim Hurtubise     |

## Slutställning
| Plats | Förare            | Poäng  |
| ----- | ----------------- | ------ |
| 1     | Rodger Ward       | 2400   |
| 2     | Tony Bettenhausen | 1430   |
| 3     | Johnny Thomson    | 1400   |
| 4     | Jim Rathmann      | 1154,8 |
| 5     | A.J. Foyt         | 910,2  |
| 6     | Eddie Sachs       | 797    |
| 7     | Don Branson       | 780    |
| 8     | Johnny Boyd       | 760    |
| 9     | Len Sutton        | 520    |
| 10    | Paul Goldsmith    | 500    |